# Indraprastha

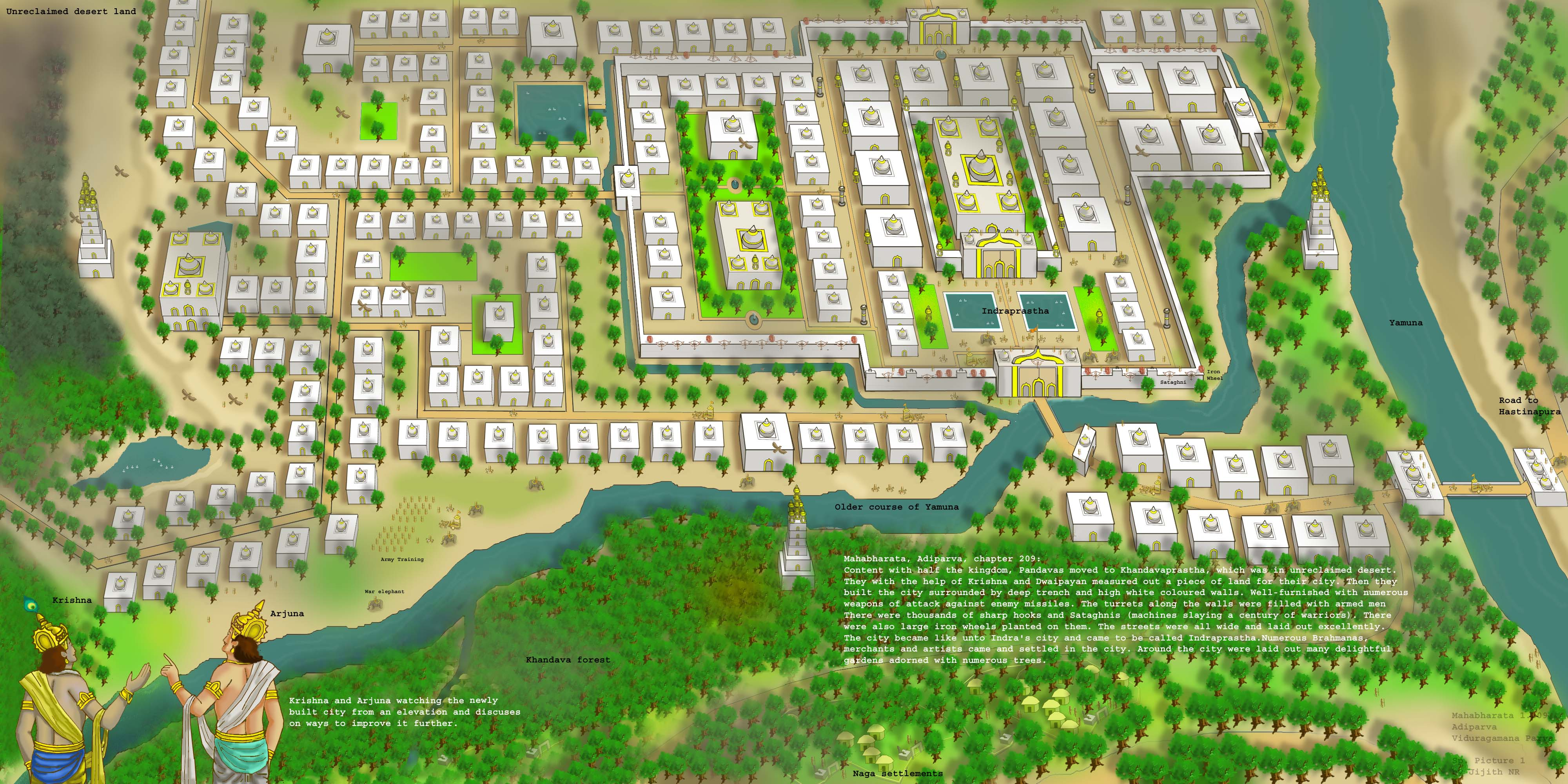

Indraprastha ("Pianura di Indra" o "Città di Indra") è citata nell'antica letteratura indiana come una città del Regno di Kuru. È stata anche capitale del Regno guidato dai Pandava nell'epico Mahābhārata. Sotto la forma Pali del nome, Indapatta, è anche menzionata nei testi buddhisti come capitale dei Mahajanapad Kuru. Si pensa spesso che fosse posizionata nella regione dove attualmente sorge Nuova Delhi, in particolare dove si trova il Vecchio Forte (Purana Qila), sebbene ciò non abbia avuto una conferma definitiva da parte degli studiosi.
La città è talvolta nota come Khandavaprastha o "Foresta Khandavat", nome della regione caratterizzata da foreste sulle sponde del fiume Yamuna secondo il Mahabharata, in cui Krishna e Arjuna avevano autorizzato la costruzione della città.